# Eriosema psoraloides
Eriosema psoraloides là một loài thực vật có hoa trong họ Đậu. Loài này được (Lam.) Baill. miêu tả khoa học đầu tiên năm 1883.